# Parhalixodes
Parhalixodes (лат.) — род морских тромбидиформных клещей семейства Halacaridae из надотряда Acariformes.

## Описание
Морские клещи микроскопических размеров. Длина тела менее 1 мм (400 мкм). Отличаются следующими признаками: идиосома узкая, её ширина меньше расстояния между II и III эпимерами. Передняя дорсальная пластинка AD развита, не сильно редуцирована, задняя дорзальная пластинка PD кроткая, окулярная пластинка OC отсутствует. 
На дорзуме не менее 4 пар идиосоматических щетинок, сеты ds-2, ds-3 и ds-4 очень длинные. Вентральные пластинки мелкие и нежные; широко разделены. Генитоанальная пластинка GA самок почти не выходит за рамки генитального отверстия GO. Пальпы 4-члениковые. Из четырех пар ног две передние обращены вперед, а две — назад. Относительно короткие ноги имеют шесть сегментов. Тело слабо склеротизовано.
Parhalixodes считается паразитом. Parhalixodes travei Laubier, 1960 был найден на немертине Cerebratulus hepaticus Hubrecht, 1879 в Средиземном море. Второй вид P. chilensis Newell, 1971 известен только по протонимфе, обнаруженной в Южной Америке.

## Классификация
2 вида. Род входит в состав подсемейства Halixodinae Viets, 1927. Своими тонкими идиосомами и ногами, Parhalixodes напоминает виды родов Anomalohalacarus и Arenihalacarus, а также предположительно временно паразитического Australacarus. У трёх последних родов зазубрины на конце рострума отсутствуют, их второй членик щупиков P-2 намного длиннее, чем P-3, а P-4 несёт три щетинки в базальной части.
- Parhalixodes chilensis Newell, 1971[5]
- Parhalixodes travei Laubier, 1960[6]